# Kordonka
Kordonka (lit. Lutiškės) – kolonia na Litwie, w okręgu wileńskim, w rejonie wileńskim, w gminie Mejszagoła.

## Historia
Pod zaborami zaścianek; w II Rzeczypospolitej folwark i zaścianek. W XIX i w początkach XX w. położona była w Rosji, w guberni wileńskiej, w powiecie wileńskim. Po I wojnie światowej pod administracją polską, w Zarządzie Cywilnym Ziem Wschodnich. W latach 1920–1922 w składzie Litwy Środkowej.
Od 11 kwietnia 1922 leżała w Polsce, w województwie wileńskim, w powiecie wileńsko-trockim, w gminie Mejszagoła. W 1931 miejscowość liczyła:
- folwark – 11 mieszkańców, zamieszkałych w 1 budynku,
- zaścianek – 5 mieszkańców, zamieszkałych w 1 budynku.

Po II wojnie światowej w granicach Związku Sowieckiego. Od 1991 na niepodległej Litwie.